# Geocast

Relativamente alle reti informatiche, il termine Geocast si riferisce alla consegna di informazioni a un gruppo di destinazioni in una rete identificata dalle loro posizioni geografiche. Si tratta di una forma specializzata di indirizzamento multicast utilizzata da alcuni protocolli di routing per reti mobili ad hoc.

## Indirizzamento geografico
Un indirizzo di destinazione geografica è espresso in tre modi: punto, cerchio (con punto centrale e raggio) e poligono (un elenco di punti, ad esempio, P (1), P (2), ..., P (n-1), P (n), P (1)). Un router geografico (Geo Router) calcola la sua area di servizio (area geografica che serve) come unione delle aree geografiche coperte dalle reti ad essa collegate. Questa area di servizio è approssimata da un singolo poligono chiuso. I geo router scambiano poligoni dell'area di servizio per creare tabelle di routing. I router sono organizzati in una gerarchia.

## Applicazioni
L'indirizzamento e il routing geografico hanno molte potenziali applicazioni nella messaggistica geografica, nella pubblicità geografica, nella fornitura di servizi geograficamente limitati e nella scoperta della presenza di un servizio o di un operatore di rete mobile in un'area geografica limitata.